# Cellulär automat

Gosper's Gun som skjuter ut "glidflygplan" i den cellulära automaten Game of Life.

En cellulär automat är en diskret modell i form av ett rutnät med celler, som är i ett finit tillstånd, såsom "på" eller "av". Ett sätt att simulera en tvådimensionell cellulär automat är med ett ändligt stort rutat papper, tillsammans med en uppsättning regler som cellerna ska följa. Rutorna kallas "celler" och varje cell har två möjliga tillstånd, svart eller vit. Cellens "grannar" är de närmst omkringliggande åtta rutorna som vidrör den. För en cell och dess grannar finns det 512 (= 29) möjliga mönster. För varje sådant mönster dikterar regeltabellen huruvida den mittersta cellen ska vara svart eller vit i nästa tidsintervall, kallat "generation". Conways Game of Life är en populär variant av denna modell.

## Grundläggande cellulära automater
Den enklaste automaten är endimensionell. Varje cell har två tillstånd och cellens grannar är de två angränsande cellerna. En cell och dess två grannar bildar tillsammans ett "grannskap" om tre celler, så det finns 23 = 8 möjliga mönster. Med den uppsättningen finns det då 28 = 256 möjliga regler. De 256 reglerna namnges ofta med s.k. Wolframkod, en konvention för namngivning skapad av Stephen Wolfram. Regel 30 och regel 110 är särskilt intressanta.
Bilderna nedan visar hur mönstren utvecklas från en startkonfiguration bestående av en 1:a i mitten omgiven av 0:or. Varje rad representerar en generation, med den översta raden som t = 0. Varje pixel är färgad vit för 0 och svart för 1.

Regel 30
| nuvarande mönster             | 111 | 110 | 101 | 100 | 011 | 010 | 001 | 000 |
| nytt mönster för mittencellen | 0   | 0   | 0   | 1   | 1   | 1   | 1   | 0   |

Regel 110
| nuvarande mönster             | 111 | 110 | 101 | 100 | 011 | 010 | 001 | 000 |
| nytt mönster för mittencellen | 0   | 1   | 1   | 0   | 1   | 1   | 1   | 0   |

Regel 30 uppvisar vad Wolfram kallar klass 3-beteende, vilket betyder att även väldigt enkla regler kan leda till kaotiska och till synes slumpmässiga mönster.
Regel 110, likt Game of Life, uppvisar klass 4-beteende, något som varken är helt slumpmässigt eller helt repetitivt.

## I naturen

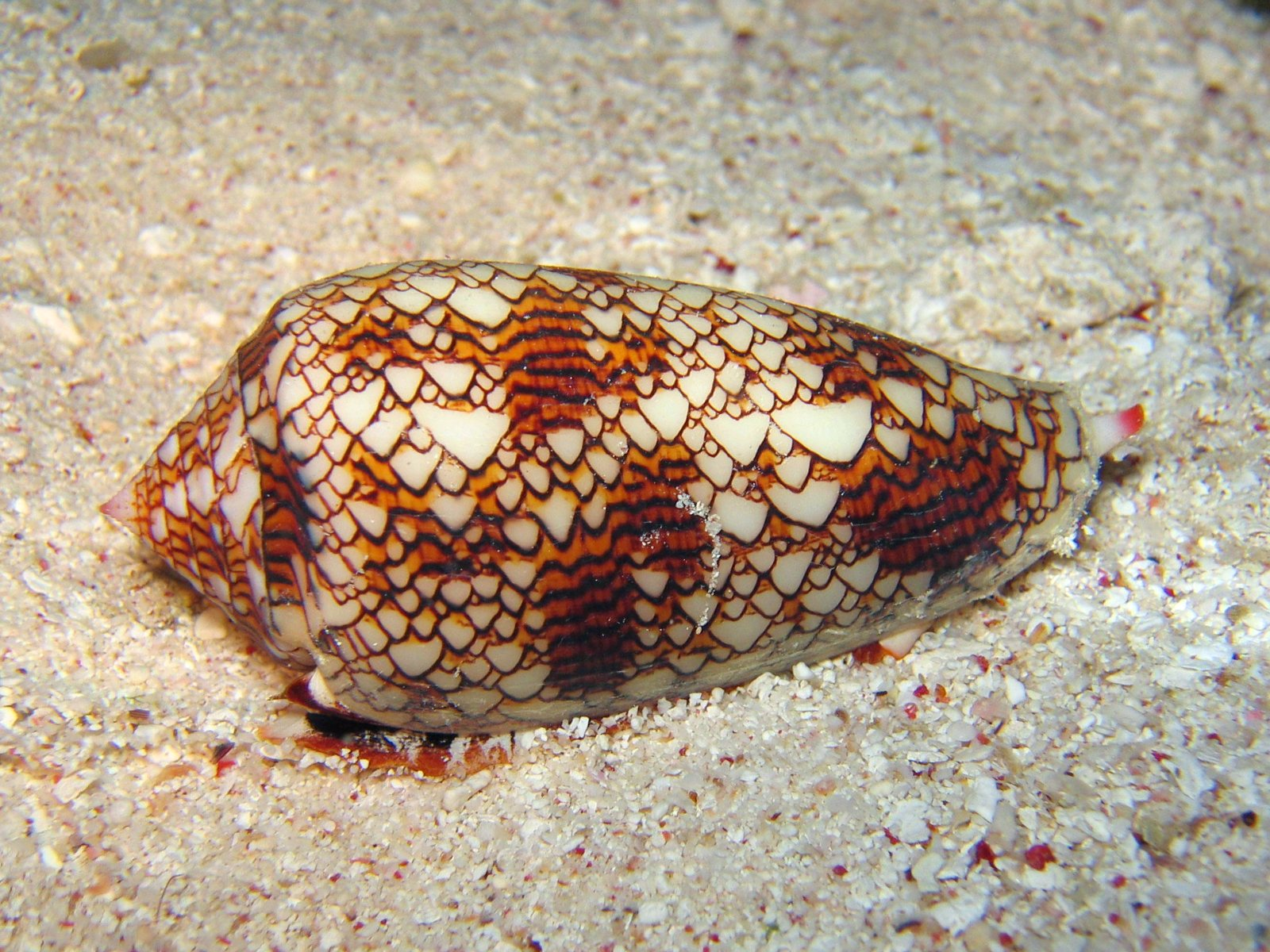
En snäcka av arten Conus textile uppvisar ett mönster skapat av cellulär automation.

Mönster på en del snäckors skal, till exempel inom släktet Kägelsnäckor, genereras av cellulär automation. Pigmentcellerna ligger uppradade i ett tunt band där skalet växer fram och utsöndrar pigment baserat på aktiviteten hos närliggande grannar. På så vis lyder de en av naturen skapad variant av matematiska regler som liknar regel 30 som finns beskrivet ovan. Växter reglerar sitt upptag och utsläpp av gaser via cellulär automation. Varje klyvöppning på bladet fungerar som en cell.